# Tauschia hintoniorum
Tauschia hintoniorum là một loài thực vật có hoa trong họ Hoa tán. Loài này được Constance & Affolter miêu tả khoa học đầu tiên năm 1987.